# 兵庫県立神戸甲北高等学校
兵庫県立神戸甲北高等学校（ひょうごけんりつ こうべこうほくこうとうがっこう）は、兵庫県神戸市北区大脇台に所在する公立の高等学校。略称は甲北（）。
標高は、約390メートルで、県内の公立高校で1番の高さにある。
2025年度より、兵庫県立神戸北高等学校と統合し兵庫県立北神戸総合高等学校となることが発表されている。発表は2022年（令和4年）7月14日に兵庫県教育委員会より。11月17日には、当校の校地に統合校が設置されることが決定した。

## 概観
開校当初は普通科であったが、1997年4月より総合学科となった（兵庫県内初の総合学科）。近隣には神戸市立桜の宮中学校、神戸弘陵学園高等学校があり、兵庫県立神戸特別支援学校が隣接している。

## 沿革
- 1974年（昭和49年）
  - 1月9日 - 新設高等学校開設準備室が設置される。
  - 4月8日 - 神戸市児童文化会館において開校式と入学式を挙行する。
- 1975年（昭和50年）3月28日 - 1975年度2年生は仮校舎を1年生は北鈴蘭台新校舎を使用することが決定される。
- 1976年（昭和51年）9月30日 - 開校記念式典を挙行し開校記念日を10月1日と定める。
- 1983年（昭和58年）10月18日 - 創立10周年記念式典挙行
- 1986年（昭和61年）4月1日 - 理数コース設置。
- 1993年（平成5年）10月1日 - 創立20周年記念式典挙行（神戸文化ホール）
- 1995年（平成7年）4月1日 - 2学期制を採用。
- 1996年（平成8年）5月2日 - 大韓民国慶尚南道立蔚山情報通信高等学校と姉妹校提携し調印する
- 1997年（平成9年）4月1日 - 総合学科を設置（普通科理数コース募集停止）。
- 1999年（平成11年）10月2日 - 創立25周年・総合学科完成記念行事挙行
- 1999年（平成11年）12月23日 - 中華人民共和国上海市位育中学校（高校）と姉妹校提携し調印
- 2003年（平成15年）10月24日 - 創立30周年記念式典挙行（神戸文化ホール）
- 2013年（平成25年）6月15日 - 創立40周年記念式典挙行
- 2013年（平成25年）8月5日 - 耐震工事のため、旧鈴蘭台西高等学校跡地に一時移転[1]。
- 2014年（平成26年）9月 - 耐震工事完了に伴い、本校舎に復帰。
- 2021年（令和3年）- 姉妹校兵庫県立東灘高等学校との定期戦を開始[2]
- 2022年（令和4年）
  - 7月14日 - 兵庫県立神戸北高等学校との統合が発表される[3]。
  - 11月17日 - 2025年度に開校する統合校は兵庫県立神戸甲北高等学校の校地を使用することが決定[4]。
- 2023年（令和5年）9月30日 - 創立50周年記念式典挙行（神戸文化ホール）

## 基礎データ

### 所在地
- 兵庫県神戸市北区大脇台9番1号

### 設置学科
- 総合学科
  - 人文科学系列
  - 自然科学系列
  - 情報科学系列
  - 生活環境系列
  - 国際理解系列
  - 芸術文化系列

### 通学区域

#### 第1学区
- 神戸市
  - 中央区
  - 灘区
  - 東灘区
  - 兵庫区
  - 長田区
  - 須磨区
  - 垂水区
  - 西区
  - 北区
- 芦屋市
- 淡路市
- 洲本市
- 南あわじ市

#### 隣接学区
- 西宮市
- 三田市
- 三木市

## アクセス
- 神戸電鉄有馬線北鈴蘭台駅より、東へ徒歩15分。

### 象徴

#### 校訓
- 自主・協調・創造

#### 校風
- 総合学科への改組当初はかなり自由な校風であったが、校風の乱れが著しくなったため近年は厳しい校風となった。ただし、季節によって夏服・冬服を指定しない、行事のとき以外はネクタイの着用を強制しないなど比較的自由な面もある。
- 家庭の事情が無い限り、3年次の1月までアルバイトは禁止されている。それ以降も学校への届けが要求される。また、自動車免許の取得も原則禁止である。

### 校章
- 校章は「甲北」の２文字を図案化し、「兜」をイメージしている。「甲」は六角形で表されており、「自主・協調・創造」の三つの校訓と、「忍耐・自律・向上」の三つの生徒信条を意味する。「北」は武士の兜（かぶと）の前立（まえ・だて）の形をしており、質実剛健と燃ゆる理想を表す。

## 特色
- A・S・Vをはぐくむ
  - A：アジアと結ぶ
  - S：スポーツ・芸術を生かす
  - V：ボランティアで学ぶ

- ハングル等、アジア言語の講座を設けている。わけても、在日韓国朝鮮人を招いた講演会が頻繁に催され、同好会の一つである「朝鮮文化研究会」の活動が活発であるなど、韓国との結びつきは強い。また、校内の掲示板に朝鮮高校の文化祭の案内ポスターが張られていた時期もあった。毎年、神戸韓国教育院主催の「高校生韓国語スピーチ大会」に出場し、優秀な成績を収めている。

- 2005年度には2年次生が修学旅行でタイ王国に行き、現地の高校と交流を行った。

- 2学期制を採用している。しかしながら、3学期制の学校と同じく春・夏・冬休みがあり、定期考査も中間・期末以外にもあるため、生徒にとっては2学期制という実感が薄い。また、夏休み前の前期を「1学期」と呼ぶ教師もおり、事実上3学期制と変わらない。

- よく「総合学科のパイオニア」と称することがあるが、総合学科が制度化され、総合学科の高校が誕生したのは1994年であり、甲北が総合学科に改組したのは1997年（完全移行は1999年）であるため正しくない（全国の総合学科高校でも同様のことがいえる）。

## 部活動

### 文化部
- 美術
- 吹奏楽
- コンピュータ
- 漫画研究
- 茶道
- 演劇
- 音楽
- 写真
  - 2017年度（平成29年度）-  第41回全国高校総合文化祭 写真部門出展[5]
- 軽音楽
- 天文気象
- アジア文化研究
- ESS
- 華道
- 書道
  - 2020年度（令和2年度）-  第２９回国際高校生選抜書展「書の甲子園」（毎日新聞社、毎日書道会主催）で文部科学大臣賞[6]

### 委員会・生徒会
- 放送委員会
- 新聞委員会
- ボランティア委員会

### 運動部
- 硬式野球
- ラグビー
  - 2012年度（平成24年度）-  ラグビー部（女子）が第13回全国高等学校選抜ラグビー大会女子セブンズに出場、第1回全国高等学校選抜女子セブンズラグビーフットボール大会に出場（ボウル3位）
  - 2013年度（平成25年度）-  ラグビー部（女子）が第２回全国高等学校選抜女子セブンズラグビーフットボール大会に出場（プレート3位）
  - 2014年度（平成26年度）-  ラグビー部（女子）が第3回全国高等学校選抜女子セブンズラグビーフットボール大会に出場（プレート1位）
  - 2015年度（平成27年度）-  ラグビー部（女子）が第４回全国高等学校選抜女子セブンズラグビーフットボール大会に出場（カップ4位）
  - 2016年度（平成28年度）-  ラグビー部（女子）が第5回全国高等学校選抜女子セブンズラグビーフットボール大会に出場（ボウル1位）[7]
  - 2017年度（平成29年度）-  ラグビー部（女子）が第4回全国女子ラグビーフットボール選手権大会（高校生の部）に出場（関西高校代表）[8]、ラグビー部（女子）が第72回国民体育大会出場（兵庫選抜・ラグビーフットボール・女子4位）[9]、ラグビー部（女子）がU18花園女子15人制に出場（西軍）[10]
  - 2018年度（平成30年度）-  ラグビー部（女子）が第5回全国女子ラグビーフットボール選手権大会（高校生の部）に出場（関西高校代表）[11]、ラグビー部（女子）がU18花園女子15人制に出場（西軍）[12]
  - 2022年度（令和4年度）-  ラグビー部が第15回U18合同チーム東西対抗戦に出場[13]

- 陸上競技
  - 1995年度（平成7年度）- 全国高等学校総合体育大会出場（男子5000メートル）
  - 2000年度（平成12年度）- 全国高等学校総合体育大会出場（女子400メートル5位）、第55回国民体育大会出場（少年女子A400メートル6位）、第84回日本陸上競技選手権大会出場（女子棒高跳び2位、U20（ジュニア）日本記録）[14]、2001日本ジュニア室内大阪大会出場（女子棒高跳び優勝）[15]
  - 2001年度（平成13年度）- 全国高等学校総合体育大会出場（男子棒高跳び）、ジュニアオリンピック2001年に出場（男子棒高跳び優勝）[16]、2002日本ジュニア室内陸上大阪大会出場（男子棒高跳び優勝）[17]、第56回国民体育大会出場（少年女子共通棒高跳3位）
  - 2009年度（平成21年度）-  全国高等学校総合体育大会出場（男子200メートル）
  - 2012年度（平成24年度）-  全国高等学校総合体育大会出場（男子三段跳）
  - 2017年度（平成29年度）-  第５回全国高等学校陸上競技選抜大会出場（男子300mH）[18]

- サッカー
  - 2010年度（平成22年度）-  第６５回国民体育大会出場（兵庫選抜・サッカー・少年男子3位）[19]

- 女子ソフトテニス
- バスケットボール
- テニス
- 女子バドミントン
- 卓球
- 剣道
- 水泳
  - 2015年度（平成27年度）-  全国高等学校総合体育大会出場（男子100m背泳ぎ、男子200m背泳ぎ）[20]

- 女子バレー
  - 2005年度（平成17年度）-  第５８回近畿６人制バレーボール高等学校選手権大会出場
  - 2009年度（平成21年度）-  ビーチバレージャパン女子ジュニア選手権大会出場
  - 2010年度（平成22年度）-  ビーチバレージャパン女子ジュニア選手権大会出場
  - 2015年度（平成27年度）-  ビーチバレージャパン女子ジュニア選手権大会出場

- 女子ソフトボール
- ダンス

### その他の成績
- 2008年度（平成20年度）-  第６3回国民体育大会出場（ボウリング少年男子団体8位）[21]
- 2022年度（令和4年度）-  第1回 激闘！ラップ甲子園 -全国学校対抗 3 on 3 バトル-に出場[22]

## 学校関係者と組織

### 学校関係者組織
- 甲楓会 - 同窓会組織。

### 学校関係者一覧

#### 出身者
- 石原康司（神戸弘陵学園高等学校硬式野球部監督。史上初めて甲子園で男女の高校チームを指揮）
- 藤井輝雄（お笑い芸人・しましまんず）
- 坪田智夫（長距離走選手、世界陸上パリ大会男子10000m日本代表、法政大学陸上競技部駅伝チーム監督）
- 松岡毅（ラグビー選手）
- 松岡勇（ラグビー選手）
- 井上美琴（モデル、女優）
- 庵奥里愛（女子ラグビー選手、ラグビーワールドカップ2021女子日本代表）
- 名倉ひなの（女子ラグビー選手、ラグビーワールドカップ2021女子日本代表）
- 北野和子（女子ラグビー選手、ラグビーワールドカップ2021女子日本代表）
- 細川恭子(女子ラグビー選手、ラグビーワールドカップ2021女子日本代表)
- 桐野江涼子（元インドアバレーボール・ビーチバレーボール選手）
- しまだかおり（女性声優）

#### 教職員
- 丸山小百合（カヌー女子アトランタ・シドニー五輪代表、元教員）